# Winslow (Washington)
Winslow es un área no incorporada ubicada en el condado de Kitsap en el estado estadounidense de Washington.

## Geografía
Winslow se encuentra ubicado en las coordenadas 47°37′34″N 122°31′16″O / 47.62611, -122.52111.